# Ripetitore wireless
Il ripetitore wireless (in inglese wireless repeater o wireless range extender) è un dispositivo in grado di estendere il segnale Wi-Fi.

## Funzioni e caratteristiche
Viene inserito, di solito, dove il segnale ha media potenza, per estenderlo nelle zone dov'è assente, dato che il dispositivo ripete il segnale dell'access point/router Wi-Fi. Spesso è dotato di due antenne e di una porta Ethernet, che serve sia per configurare il dispositivo sia per usarlo come client, dando capacità wireless a dispositivi che non hanno Wi-Fi; il ripetitore può anche servire per condividere la propria rete Wi-Fi.
Esistono in commercio modelli di estensore che offrono anche le funzioni di access point e di router, oppure dispongono di porte RJ45. In alcuni può essere inserita anche una carta SIM.

### Uso esterno
Per uso esterno (outdoor) esiste anche la versione tipo "antenna", costituita materialmente da un supporto simile ad uno stretto paletto, di varie altezze, alla cui sommità sono montate le antenne vere e proprie. Se hanno porte di tipo PoE non necessitano di attacco a cavo elettrico. Sono ideali per giardini, piazze, parcheggi, spazi aperti in genere.

## Alternative
I ripetitori wireless sono appositamente progettati per svolgere questa funzione, ma buona parte dei router wireless o degli access point Wi-Fi sono modificabili installando un firmware alternativo (DD-WRT) per includere in questi l'opzione "Universal Range Extender", che consente di ottenere una potenza wireless migliore di quella di un ripetitore appositamente progettato, o per non dover comprarne uno nuovo ma riutilizzare materiale che già si ha.
La migliore scelta è però aggiungere un access point nella zona con assenza di segnale, collegato via cavo allo stesso modem o allo stesso Switch a cui è connesso il primo; questa soluzione ci permette di creare un'unica rete Wi-Fi sotto lo stesso nome. Se non si potesse però utilizzare una via cablata si può ricorrere ad un Wireless Powerline per utilizzare la rete elettrica come cavo Ethernet che collega 2 dispositivi, di cui uno è collegato al modem via cavo e l'altro funge da access point nella zona senza segnale.

## Compatibilità
Tutti i dispositivi sono conformi allo standard IEEE 802.11; un ripetitore conforme allo standard 802.11g non potrà amplificare il segnale di un router 802.11n e così via. Ripetitori più vecchi non potranno essere utilizzati in abbinata a nuovi access point o router.

## Svantaggi
Usando un ripetitore wireless si ha un dimezzamento della banda; ciò avviene perché si ha un raddoppio delle trasmissioni wireless (dal router al ripetitore e dal ripetitore al client rispetto ad una normale connessione tra router e client). Da ciò si evince che:
- Il throughput wireless è diminuito perlomeno del 50%.
- Le interferenze wireless (ad esempio, con altre reti sullo stesso canale) sono perlomeno raddoppiate.

Inoltre, al contrario di quando si collegano più access point (AP) via cavo per creare un'unica rete Wi-Fi con copertura più ampia, il ripetitore potrebbe creare un nuovo SSID, e quindi una nuova rete wireless con nome differente, anche se totalmente connessa e dipendente alla rete già esistente. Per ovviare a questi inconvenienti (SSID non unico o necessità di collegamento cablato dei dispositivi), occorre utilizzare un sistema Wi-Fi con architettura mesh.

## Mesh networking
Tramite la tecnologia wireless di tipo mesh, una volta economicamente giustificabile solo in ambito pubblico, aziendale o professionale, ora disponibile anche per uso domestico, si possono agevolmente superare gli inconvenienti dell'uso dell'extender. Infatti, grazie ad un sistema mesh si può installare una rete unica, con un solo nome e chiave d’accesso, evitando i classici problema di instabilità o prestazioni minori. Si utilizza un router specifico (router mesh) connesso a N satelliti (nella quantità necessaria) per coprire tutte le aree (anche all'esterno dell'edificio).